# La France (chanson)
Pour les articles homonymes, voir La France et France (homonymie).
La France est une chanson du groupe de rap français Sniper, figurant sur l'album Du rire aux larmes sorti en 2001. Elle aborde les injustices commises contre les minorités par le système politique français et l'opinion que, même s'il y a un grand nombre de personnes d'origine africaine et arabe en France, ils sont peu représentés dans la vie politique. Le refrain affiche ce message d'une façon assez brutale :
« La France est une garce et on s'est fait trahir

Le système, voilà ce qui nous pousse à les haïr

La haine, c'est ce qui rend nos propos vulgaires

On nique la France sous une tendance de musique populaire

On est d'accord et on se moque des répressions

On se fout de la République et de la liberté d'expression

Faudrait changer les lois et pouvoir voir

Bientôt à l'Elysée des Arabes et des Noirs au pouvoir »
Selon le ministre français de l'Intérieur Nicolas Sarkozy, cette chanson avait des paroles « violentes, racistes et abusives », notamment parce qu'elle contient des vers comme : « Pour mission, exterminer les ministres et les fachos », « Frère je lance un appel, on est là pour tout niquer, leur laisser des traces et des séquelles avant de crever » et « La France est une garce et on s'est fait trahir, mon seul souhait désormais est de nous voir les envahir ».
La chanson La France, itinéraire d'une polémique, sortie en 2006 sur l'album Trait pour trait, est une suite réfutant les accusations portées par des membres de l'UMP et pointant du doigt l'influence de l'extrême droite sur les cadres du parti.